# Vladimir Nataluja
Vladimir Nataluja –en ruso, Владимир Наталуха– (Lugansk, URSS, 18 de marzo de 1936) es un deportista soviético que compitió en piragüismo en la modalidad de aguas tranquilas. Ganó una medalla de plata en el Campeonato Mundial de Piragüismo de 1963, y una medalla de plata en el Campeonato Europeo de Piragüismo de 1963.
Participó en los Juegos Olímpicos de Roma 1960, donde finalizó quinto en la prueba de (K1 4 × 500 m).

## Palmarés internacional
| Campeonato Mundial | Campeonato Mundial | Campeonato Mundial | Campeonato Mundial |
| Año                | Lugar              | Medalla            | Evento             |
| ------------------ | ------------------ | ------------------ | ------------------ |
| 1963               | Jajce (Yugoslavia) | Medalla de plata   | K1 4 × 500 m       |
| Campeonato Europeo |                    |                    |                    |
| Año                | Lugar              | Medalla            | Evento             |
| 1963               | Jajce (Yugoslavia) | Medalla de plata   | K1 4 × 500 m       |